# گاز زغال‌سنگ
 گاز زغال سنگ، (به انگلیسی: Coal gas) گاز شهری یا گاز سنتز‌، گونه‌ای سوخت گازی افروزپذیر است، که از طریق خط لوله از یک مجتمع تولید گاز به مصرف کنندگان تحویل می‌شود. گاز شهری در مناطقی استفاده می شود که یا گاز طبیعی به میزان کافی در دسترس نباشد و یا زغال سنگ ارزان به وفور یافت شود. گاز شهری از سنتز زغال سنگ یا مواد نفتی تولید می‌شود.
ترکیب گاز شهری هیدروژن ۵۰٪، متان ۲۰٪ تا ۳۰٪، کربن مونوکسید ۷٪ تا ۱۷٪، کربن دی اکسید ۳٪، نیتروژن ۸٪، هیدروکربورها ۸٪ علاوه بر این ناخالصی‌های دیگری مانند بخار آب، آمونیاک، گوگرد و اسید سیانیدریک نیز در گاز شهری وجود دارد.